# Nisko (Lubowidz)
Nisko – część wsi Lubowidz w Polsce, położona w województwie pomorskim, w powiecie lęborskim, w gminie Nowa Wieś Lęborska, nad południowym brzegiem jeziora Lubowidzkiego. Wchodzi w skład sołectwa Lubowidz.
W latach 1975–1998 Nisko administracyjnie należało do województwa słupskiego.